# Shanti-Mantras
Die Shanti-Mantras sind hinduistische Gebete aus den Upanischaden. Diese Mantras erbitten Frieden; sie werden am Anfang und am Ende religiöser Zeremonien intoniert und markieren Beginn und Ende religiöser Texte.

## Etymologie

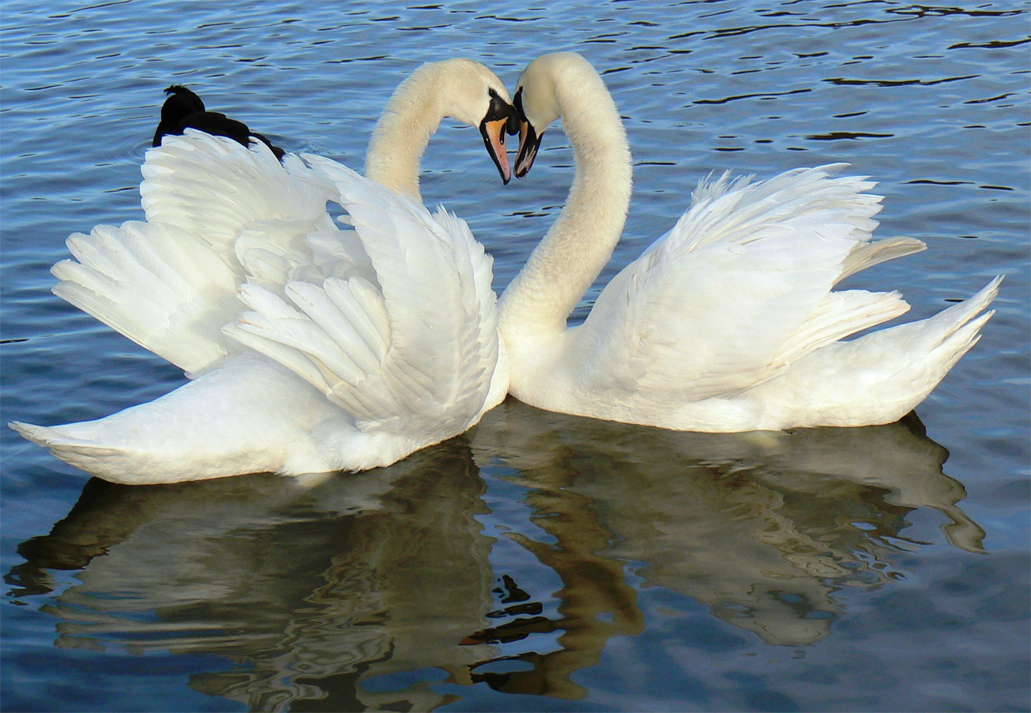
Der Schwan (Haṃsa – हंस) ist ein Symbol für Brahman-Atman in der hinduistischen Ikonographie

Die Shanti-Mantras werden auch als Pancha Shanti Mantras bzw. als Friedensmantras bezeichnet. Das Sanskritwort शान्तिः (śāntiḥ), im Englischen Shanti oder Shantih, ist abgeleitet vom Adjektiv शम – śama – mit der Bedeutung ruhig, still und impliziert Zufriedenheit, Ruhe, Beschaulichkeit, Erfülltheit und letztlich Glückseligkeit. Das weibliche Substantiv shanti kann wie folgt übersetzt werden: Ruhe des Gemüts, Seelenruhe, innerer Friede, Friede, Heil, Segen, Wohlergehen, Erlöschen (des Feuers), Nachlassen, Aufhören, Pause, Unterbrechung, Ausbleiben einer üblen Wirkung, der Eingang zur ewigen Ruhe, Sterben und Tod.
Das maskuline Substantiv Mantra (मन्त्र – Spruch, Lied, Hymne) bezeichnet eine heilige Silbe, ein heiliges Wort oder einen heiligen Vers. Das Sanskritwort mantra vereint im etymologischen Sinne die beiden Wortwurzeln manas (मनस् – Geist) und trama (त्रम – Schutz, schützen), sodass die wörtliche Bedeutung Geistesschutz bzw. Schutz des Geistes, aber auch Instrument des Geistes/Denkens gemeint sein kann. Pancha oder vielmehr Pañcan (पञ्चन्) ist die Zahl Fünf.

## Einführung
Shanti-Mantras werden zu Beginn, oft auch am Ende vieler Upanischaden platziert. Sie sollen auf den Geist und auch auf das Umfeld des Rezitierenden eine beruhigende Wirkung entfalten. Ferner wird angenommen, dass sie zu Beginn neuer Aufgaben Hindernisse beseitigen können.
Shanti-Mantras bestehen immer aus der heiligen Silbe Om (ॐ) bzw. aum (ओम्) und einer dreimaligen Wiederholung des Wortes shanti. Die Wiederholung ist dreifach, da Hindernisse in den drei Daseinsbereichen besänftigt und entfernt werden sollen. Diese drei Arten von Hindernissen werden als Tapa-Traya bezeichnet (wörtlich drei Qualen – तप – Hitze, Glut, Qual und त्रय – drei, dreifach). Die Rezitation der Shanti-Mantras soll Frieden herstellen.
Diese drei Hemmnisse verteilen sich auf folgende Bereiche:
- intern und in unserem Innenleben angesiedelt – bezeichnet als Ādhyātmika (आध्यात्मिक)
- physischer Natur und aus unserer Umwelt stammend – bezeichnet als Ādhibhautika (आधिभौतिक)
- übernatürlicher oder göttlicher Natur – bezeichnet als Ādhidaivika (आधिदैविक).

Der Ādhyātmika-Bereich betrifft unseren eigenen Körper und unseren Geist – die Störungen äußern sich als Schmerzen, Krankheiten, Trägheit, geistige Abwesenheit usw. Beim Ādhibhautika-Bereich dringen widrige Einflüsse von der Außenwelt auf uns ein, beispielsweise andere Menschen, wilde Tiere oder auch Unwetter und Naturkatastrophen. Der Ādhidaivika-Bereich schließlich umfasst aus der Außenwelt stammende übernatürliche Einflüsse – aus der Welt der Geister, Götter, Engel und sonstiger übernatürlicher Wesen. Gemeint sind hierbei Schicksalsschläge, Unfälle und sonstige unerklärliche Wendungen.
Hierzu erklärt die Bhagavad Gita im Vers 2.56:

„दुःखेष्व् अनुद्विग्न-मनाः सुखेषु विगत-स्पृहः
वीत-राग-भय-क्रोधः स्थित-धीर् मुनिर् उच्यते ॥ ५६ ॥“

„duḥkheṣv anudvigna-manāḥ sukheṣu vigata-spṛhaḥ
vīta-rāga-bhaya-krodhaḥ sthita-dhīr munir ucyate“

„Wer von den drei Arten von Leiden nicht beeinträchtigt wird – Leiden, die vom eigenen Körper oder Geist ausgehen, die von anderen verursacht werden oder die von den Halbgöttern oder der Natur stammen – wer trotz reichlichen Gelegenheiten sinnlichen Freuden nicht hinterherläuft und wer von Bindungen, Furcht und Wut frei ist – der ist in Weisheit gefestigt.“

Krishna betont somit, wie wichtig es ist, sich nicht von den drei Arten von Leiden aus dem Konzept bringen zu lassen.

## Shanti-Mantras in den Upanischaden

### Isha-Upanishad
Das wohl erhabendste Shanti-Mantra dürfte sich in der Isha-Upanishad finden:
ॐ पूर्णमदः पूर्णमिदं पूर्णात् पूर्णमुदच्यते ।
पूर्णस्य पूर्णमादाय पूर्णमेवावशिष्यते ॥
ॐ शान्तिः शान्तिः शान्तिः ||

„oṁ pūrṇam adaḥ pūrṇam idaṁ pūrṇāt pūrṇam udacyate
pūrṇasya pūrṇam ādāya pūrṇam evāvaśiṣyate“

„oṁ śāntiḥ śāntiḥ śāntiḥ“

„Oṁ. Die Persönlichkeit Gottes ist perfekt und vollkommen. Da sie vollkommen perfekt ist, sind auch ihre sämtlichen Emanationen wie diese phänomenale Welt perfekt als Vollkommenes Ganzes geschaffen worden. Was immer vom Vollständigen Ganzen abgesondert wird ist in sich vollständig. Da die Persönlichkeit Gottes ein Vollständiges Ganzes ist, bleibt sie selbst nach Absonderung all dieser vollständigen Teile in perfektem Gleichgewicht.“

„Oṁ. Frieden. Frieden. Frieden.“

### Kena-Upanishad und Chandogya-Upanishad
Die Kena-Upanishad und die Chandogya-Upanishad enthalten folgendes gemeinsame Shanti-Mantra:

„ॐ आप्यायन्तु ममाङ्गानि वाक्प्राणश्छक्षुः श्रोत्रमथो बलमिन्द्रियाणि छ सर्वाणि सर्वं ब्रह्मौपनिषदं माहं ब्रह्म निराकुर्यां मा मा ब्रह्म
निगकागेदनिरकारणमस्त्वनिराकरणं मेऽस्तु तदात्मनि निरते य उपनिषत्सु धर्मास्ते मयि सन्तु ते मयि सन्तु“

„ओं शान्तिः । शान्तिः । शान्तिः“

„Oṁ āpyāyantu mamāṅgāni vākprāṇaśchakṣuḥ śrotramatho balamindriyāṇi cha sarvāṇi sarvaṃ brahmaupaniṣadaṃ māhaṃ brahma nirākuryāṃ mā mā brahma
 nigakāgedanirakāraṇamastvanirākaraṇaṃ me'stu tadātmani nirate ya upaniṣatsu dharmāste mayi santu te mayi santu“

„oṃ śāntiḥ śāntiḥ śāntiḥ“

„Oṁ. Mögen alle meine Glieder, Rede, Atem, Auge, Ohr und alle meine Sinne erkräftigen. Alles ist das in den Upanishaden beschriebene Brahman. Lass mich nie Brahman verneinen. Möge Brahman mich nicht verschmähen.
Brahman darf nicht negiert werden. Und Brahman darf uns nicht abweisen. Da ich den Atman wertschätze, so sollen alle in den Upanishaden erwähnten Tugenden in mir ruhen. Sollen sie in mir zu finden sein.“

„Om. Frieden. Frieden. Frieden.“

### Katha-Upanishad und Taittiriya-Upanishad
Folgendes Shanti-Mantra findet sich sowohl in der Katha-Upanishad als auch in der Taittiriya-Upanishad:

„ॐ सह नाववतु सह नौ भुनक्तु सह वीर्यं करवावहै तेजस्वि नावधीतमस्तु मा विद्विषावहै ।“

„ॐ शान्तिः शान्तिः शान्तिः“

„oṁ saha nāvavatu saha nau bhunaktu saha vīryaṃ karavāvahai tejasvi nāvadhītamastu mā vidviṣāvahai“

„oṁ śāntiḥ śāntiḥ śāntiḥ“

„Om. Möge es (Brahman) uns beide beschützen. Möge es uns beide nähren. Möge es uns beide Stärke verleihen. Möge unser erhofftes Ziel brilliant sein. Und lass uns nicht in Feindschaft verfallen.“

„Oṁ. Frieden. Frieden. Frieden.“

### Prashna-, Mundaka- und Mandukya-Upanishad

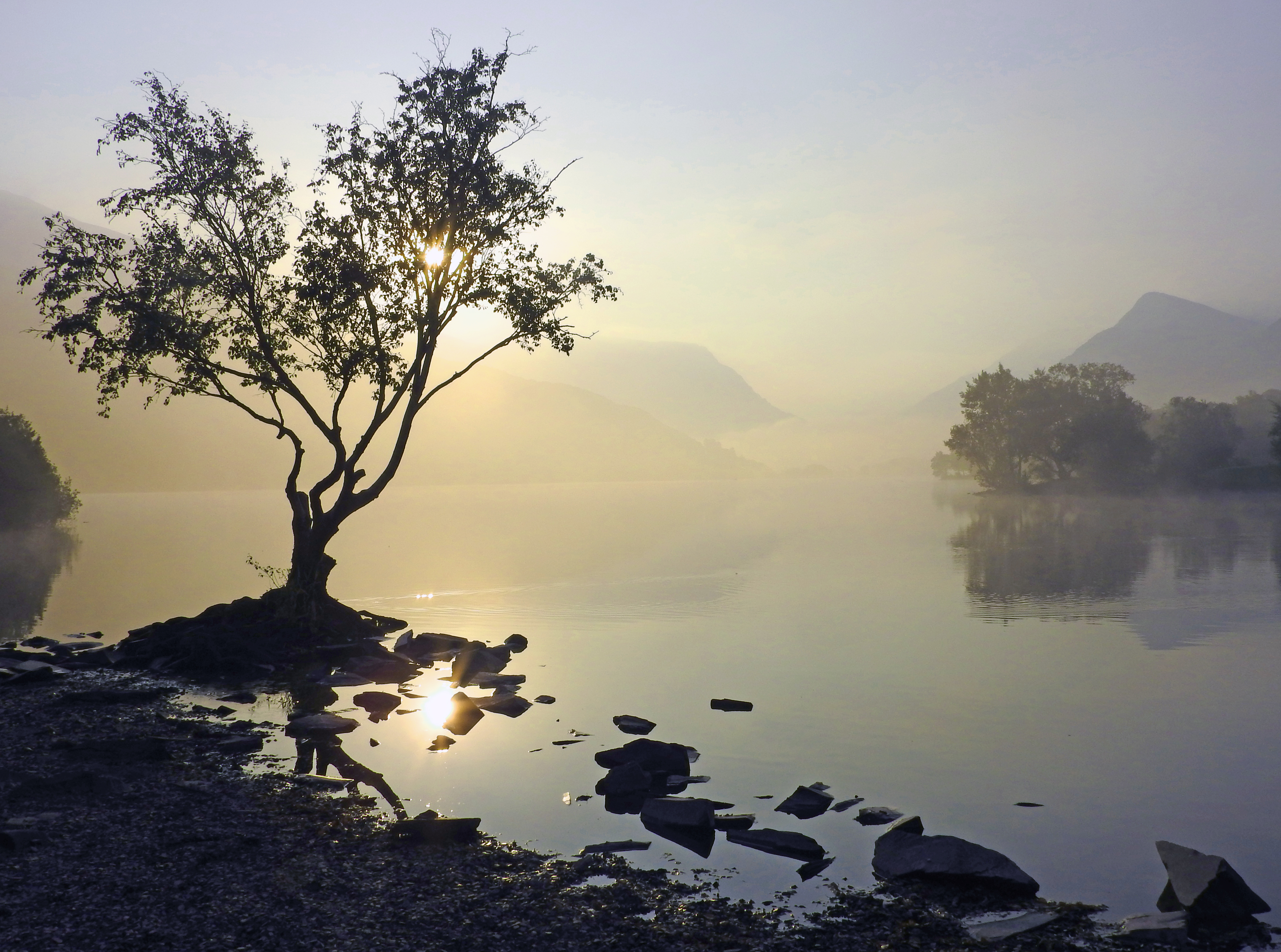

Die Prashna-Upanishad, die Mundaka-Upanishad und die Mandukya-Upanishad haben folgendes Shanti-Mantra gemein:

„ॐ भद्रं कर्णेभिः श्रुणुयाम देवाः। भद्रं पश्येमाक्षभिर्यजत्राः स्थिरैरङ्गैस्तुष्टुवाग्ंसस्तनूभिः। व्यशेम देवहितम् यदायुः। स्वस्ति न इन्द्रो वृद्धश्रवाः। स्वस्ति नः पूषा विश्ववेदाः। स्वस्ति नस्तार्क्ष्यो अरिष्टनेमिः। स्वस्ति नो बृहस्पतिर्दधातु॥“

„ॐ शान्तिः शान्तिः शान्तिः“

„oṁ bhadraṃ karṇebhiḥ śṛṇuyāma devāḥ bhadraṃ paśyemākṣabhir yajatrāḥ sthirair aṅgais tuṣṭuvāṃsas tanūbhiḥ vyaśema devahitam yadāyuḥ svasti na indro vṛddhaśravāḥ svasti naḥ pūṣā viśvavedāḥ svasti nas tārkṣyo ariṣṭanemiḥ svasti no bṛhaspatir dadhātu“

„oṁ śāntiḥ śāntiḥ śāntiḥ“

„Oṁ. Oh Götter, lasst uns mit den Ohren hören was segensreich ist. Oh ihr Verehrungswürdigen, lasst uns mit den Augen sehen, was angenehm ist. Lasst uns das von den Göttern zugeteilte Leben genießen und ihnen unsere Anerkennung mit starkgliedrigenen Körpern aussprechen. Möge uns der altehrwürdige Indra geneigt sein. Möge der überaus reiche Pusa (Erdgott) an uns Gefallen finden. Auch der alles Übel zerstörende Garuda möge uns geneigt sein und Brihaspati unser Wohlergehen sicherstellen.“

„Oṁ. Frieden. Frieden. Frieden.“

### Taittiriya-Upanishad
Die Taittiriya-Upanishad enthält in ihrem 1. Anuvāka außerdem einen Friedensweg – ein śāntipāṭha (शान्तिपाठः):

„ॐ शं नो मित्रः शं वरुणः शं नो भवत्वर्यमा शं न इन्द्रो बृहस्पतिः शं नो विष्णुरुरुक्रमः नमो ब्रह्मणे नमस्ते वायो त्वमेव प्रत्यक्षं ब्रह्मासि त्वामेव प्रत्यक्षम् ब्रह्म वदिष्यामि ॠतं वदिष्यामि सत्यं वदिष्यामि तन्मामवतु तद्वक्तारमवतु अवतु माम् अवतु वक्तारम्“

„ॐ शान्तिः शान्तिः शान्तिः“

„oṁ śaṃ no mitraḥ śaṃ varuṇaḥ – śaṃ no bhavatvaryamā – śaṃ na indro bṛhaspatiḥ – śaṃ no viṣṇururukramaḥ – namo brahmaṇe – namaste vāyo – tvam eva pratyakṣaṃ bhrahmāsi – tvām eva pratyakṣam brahma vadiṣyāmi – ṝtaṃ vadiṣyāmi – satyaṃ vadiṣyāmi – tan mām avatu – tad vaktāram avatu – avatu mām – avatu vaktāram“

„oṁ śāntiḥ śāntiḥ śāntiḥ“

„Om. Möge Mitra uns gnädig sein und Varuna uns geneigt. Helfe uns Aryaman, aber auch Indra und Bṛhaspati. Und möge Vishnu weit zu uns ausschreiten. Ehre sei Brahman! Und Ehre sei dir Vayu! Du bist tatsächlich als Brahman erkennbar. Und als Brahman werde ich dich verkünden. Für das Richtige werde ich einstehen. Und die Wahrheit werde ich vertreten. Möge sie mich beschützen. Möge sie den Lehrer beschützen. Möge sie mir helfen und möge sie dem Lehrer zur Seite stehen.“

„Oṁ. Frieden. Frieden. Frieden.“

### Aitareya-Upanishad

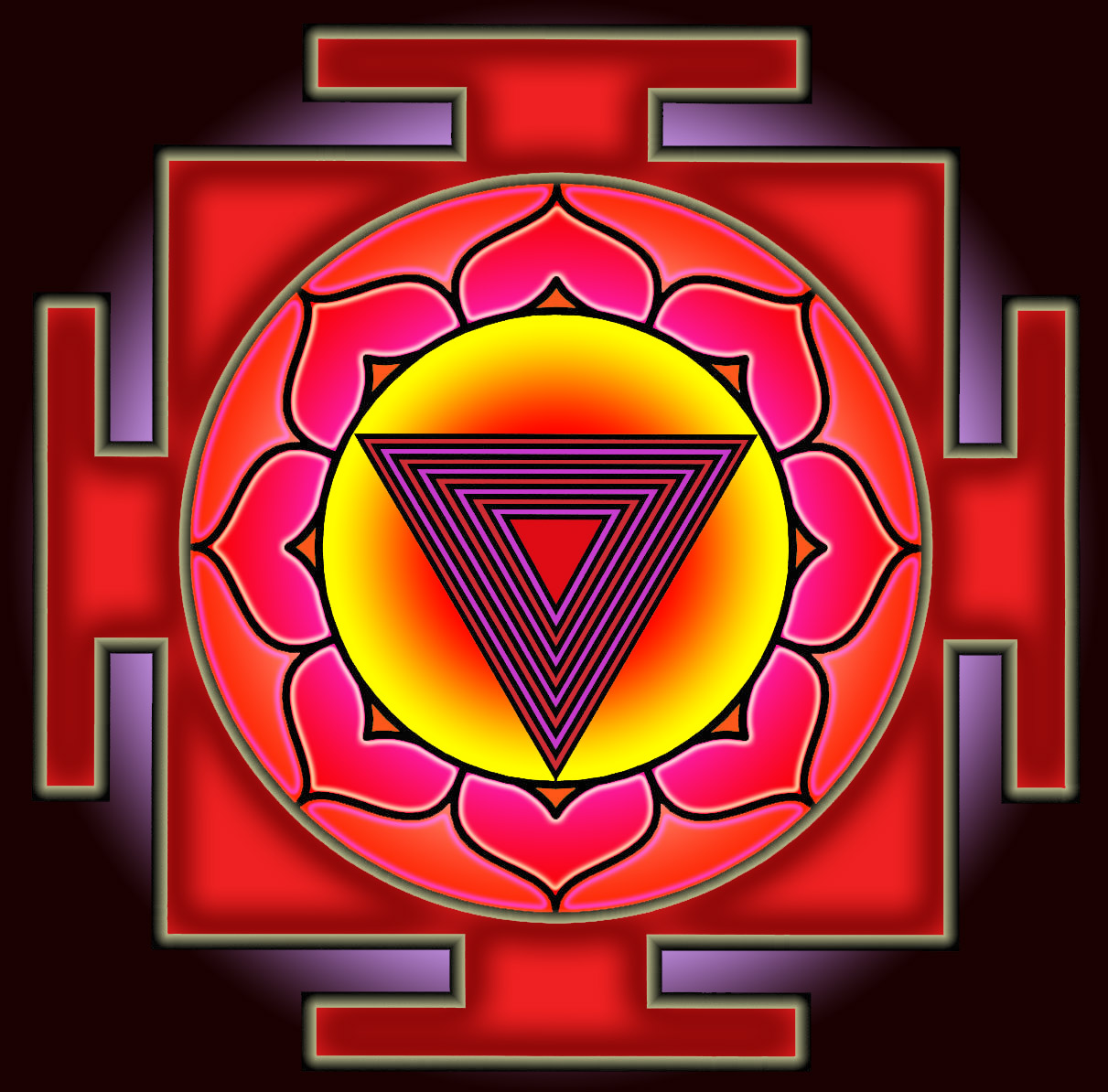

Die Aitareya-Upanishad enthält gleich zu Beginn folgenden śāntipāṭha:

„ॐ वाङ् मे मनसि प्रतिष्ठिता मनो मे वाचि प्रतिष्ठितमावीरावीर्म एधि वेदस्य म आणिस्थः श्रुतं मे मा प्रहासीरनेनाधीतेनाहोरात्रान्सं दधाम्यृतम् वदिष्यामि सत्यं वदिष्यामि तन्मामवतु तद्वक्तारमवत्ववतु मामवतु वक्तारमवतु वक्तारम्“

„ॐ शान्तिः शान्तिः शान्तिः“

„oṁ vāṅ me manasi pratiṣṭhitā mano me vāci pratiṣṭhita māvīrāvīrma edhi vedasya ma āṇisthaḥ śrutaṃ me mā prahāsīranenādhītenāhorātrān saṃdadhāmy ṛtam vadiṣyāmi satyaṃ vadiṣyāmi tan mām avatu tad-vaktāram avatu avatu mām avatu vaktāram avatu vaktāram“

„oṁ śāntiḥ śāntiḥ śāntiḥ“

„Oṁ. Möge meine Rede mit dem Geist übereinstimmen. Und möge der Geist der Rede folgen. Oh Selbstleuchtender, zeige dich mir ! Seid ihr beide (Rede und Geist) die Überbringer der Veden. Und möge all das Gehörte nicht verhallen. Ich werde den Tag in sich zusammenführen. Und auch die Nacht durch mein Studium. Ich werde das äußern, was an den Worten Wahres ist. Und ich werde das aussprechen, was im Geiste wahr ist. Möge es (Brahman) mich beschützen. Möge es den Redner (Lehrer) und auch mich beschützen. Möge es den Redner beschützen – möge es den Redner beschützen.“

„Oṁ. Frieden. Frieden. Frieden.“

### Brihadaranyaka-Upanishad
In der Brihadaranyaka-Upanishad ist ebenfalls ein Shanti-Mantra enthalten, das so genannte Pavamana-Mantra:

„ॐ असतो मा सद्गमय । तमसो मा ज्योतिर्गमय । मृत्योर्माऽमृतं गमय ॥“

„ॐ शान्तिः शान्तिः शान्तिः“

„oṁ asato mā sad gamaya tamaso mā jyotir gamaya mṛtyor mā 'mṛtaṃ gamaya“

„oṁ śāntiḥ śāntiḥ śāntiḥ“

„Oṁ. Führe uns vom Irrealen zur Wirklichkeit. Führe uns von der Dunkelheit zum Licht. Führe uns vom Tod zur Unsterblichkeit.“

„Oṁ. Frieden. Frieden. Frieden.“

Das Pavamana-Mantra ist möglicherweise aus dem Rigveda hervorgegangen.

## Shanti-Mantra in den Veden
Auch in den Veden tritt ein Shanti-Mantra auf, so beispielsweise im Yajurveda (Vers 36.17):

„ॐ द्यौः शान्तिरन्तरिक्षं शान्तिः पृथिवी शान्तिरापः शान्तिरोषधयः शान्तिः । वनस्पतयः शान्तिर्विश्वेदेवाः शान्तिर्ब्रह्म शान्तिः सर्वं शान्तिः शान्तिरेव शान्तिः सा मा शान्तिरेधि ॥“

„ॐ शान्तिः शान्तिः शान्तिः“

„oṁ dyauḥ śāntir antarikṣaṃ śāntiḥ pṛthivī śāntir āpaḥ śāntir oṣadhayaḥ śāntiḥ vanaspatayaḥ śāntir viśvedevāḥ śāntir brahma śāntiḥ sarvaṃ śāntiḥ śāntir eva śāntiḥ sā mā śāntir edhi“

„oṁ śāntiḥ śāntiḥ śāntiḥ“

„Oṁ. Möge Frieden sich über den gesamten Himmel ausbreiten, als auch überall im riesigen ätherischen Raum. Möge Frieden in die gesamte Erde einkehren, als auch in den Wassern, in sämtlichen Pflanzen, Bäumen und Sukkulenten. Möge Frieden über das gesamte Universum verströmen. Möge Frieden im gesamten Universum zu finden sein. Und sich für immer dort als Frieden manifestieren.“

„Oṁ. Frieden. Frieden. Frieden.“

## Shanti-Mantra unsicherer Zuordnung

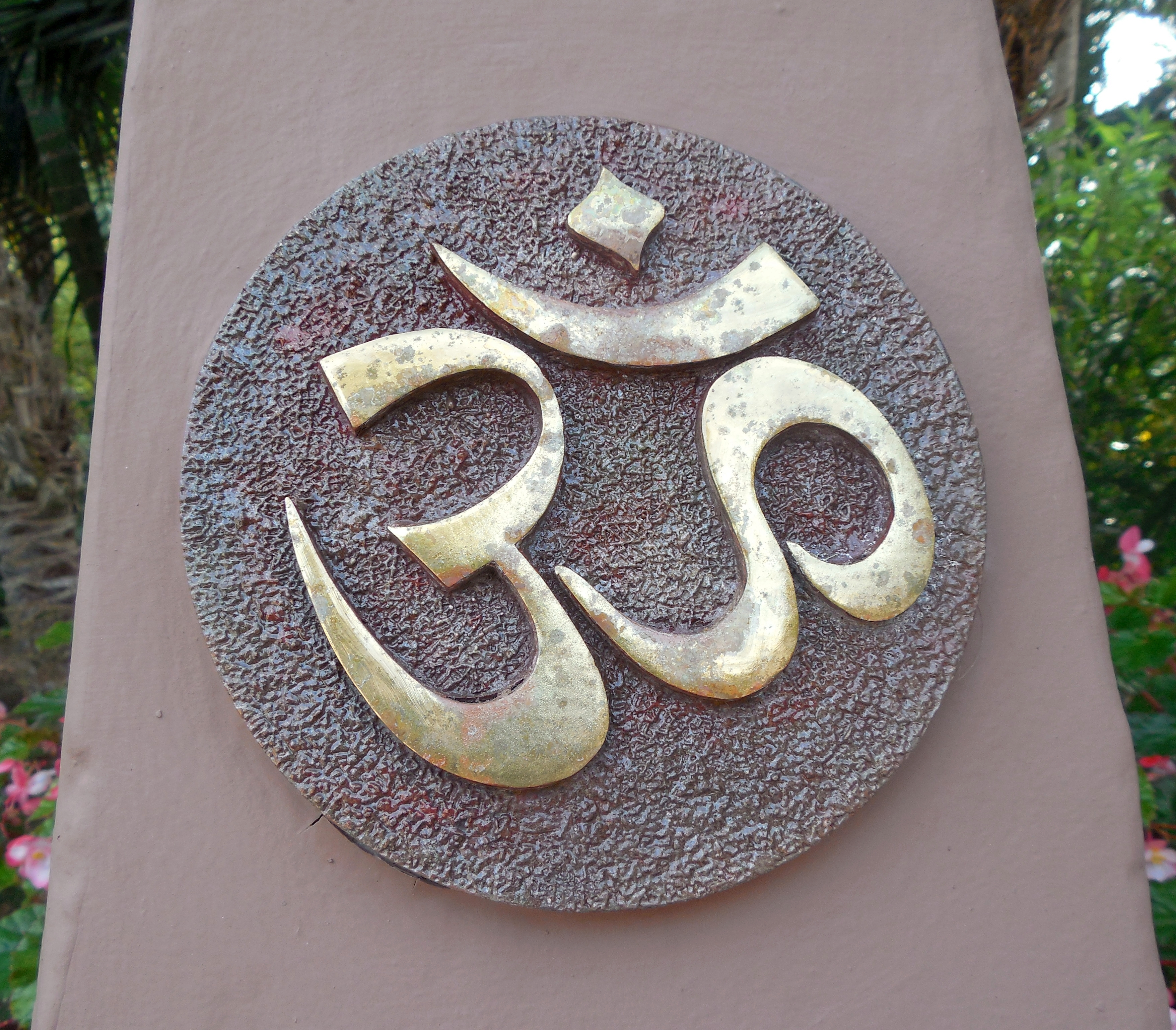

Ein Shanti-Mantra, dessen Ursprung sich nicht ermitteln lässt, ist folgendes Mantra, das manchmal auch als Friedensmantra bezeichnet wird:

„ॐ सर्वेषाऺ स्वस्तिर्भवतु । सर्वेषाऺ शान्तिर्भवतु । सर्वेषाऺ पूर्णं भवतु । सर्वेषाऺ मङ्गलं भवतु ।“

„ॐ शान्तिः शान्तिः शान्तिः“

„oṁ sarveṣāṃ svastir bhavatu sarveṣāṃ śāntir bhavatu sarveṣāṃ pūrṇaṃ bhavatu sarveṣāṃ maṅgalaṃ-bhavatu“

„oṁ śāntiḥ śāntiḥ śāntiḥ“

„Oṁ. Möge in Allem Wohlergehen vorhanden sein. Möge in Allem Frieden herrschen. Möge Vollkommenheit überall zu finden sein. Mögen alle Wesen erfolgreich sein.“

„Oṁ. Frieden. Frieden. Frieden.“